# Saint-Marceau (Sarthe)
Saint-Marceau ist eine französische Gemeinde mit 536 Einwohnern (Stand: 1. Januar 2022) im Département Sarthe in der Region Pays de la Loire; sie gehört zum Arrondissement Mamers und zum Kanton Sillé-le-Guillaume. Die Einwohner werden Marcelins genannt.

## Geographie
Saint-Marceau liegt etwa 23 Kilometer nordnordwestlich von Le Mans an der Sarthe. Umgeben wird Saint-Marceau von den Nachbargemeinden Assé-le-Riboul im Norden und Nordwesten, Maresché im Norden und Nordosten, Teillé im Osten, Saint-Jean-d’Assé im Süden sowie Le Tronchet im Westen.

## Bevölkerungsentwicklung
| 1962                       | 1968 | 1975 | 1982 | 1990 | 1999 | 2006 | 2018 |
| -------------------------- | ---- | ---- | ---- | ---- | ---- | ---- | ---- |
| 481                        | 474  | 378  | 394  | 395  | 405  | 453  | 555  |
| Quellen: Cassini und INSEE |      |      |      |      |      |      |      |

## Sehenswürdigkeiten
- Kirche Notre-Dame
- Kapelle Saint-Julien, frühere Prioratskapelle, aus dem 11. Jahrhundert mit späteren Umbauten, Monument historique seit 1976
- Romanische Brücke über die Sarthe
- Schloss La Ménarderie aus dem 13. Jahrhundert, Umbau zum Schloss im 18./19. Jahrhundert

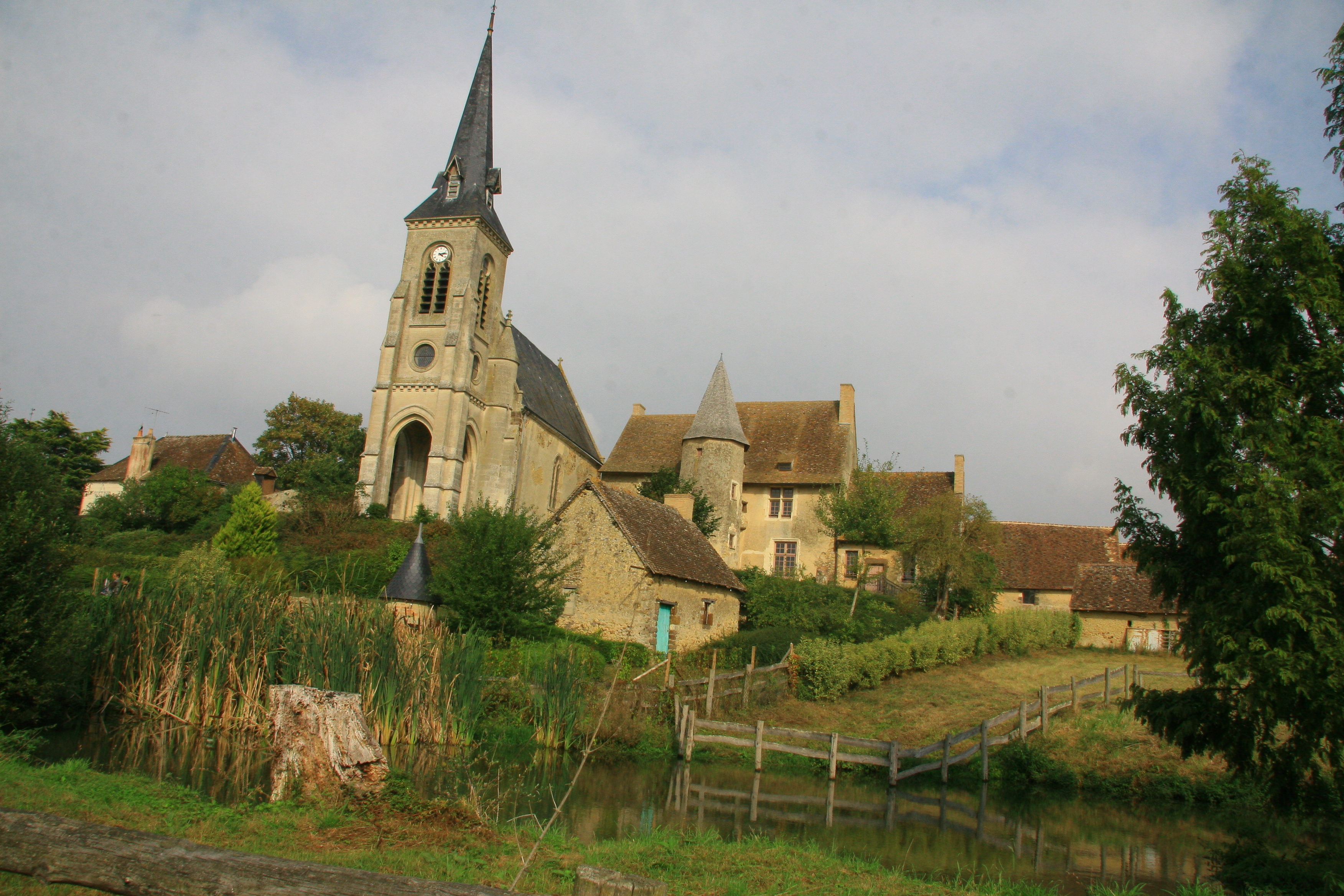
Kapelle Saint-Julien mit dem früheren Priorat
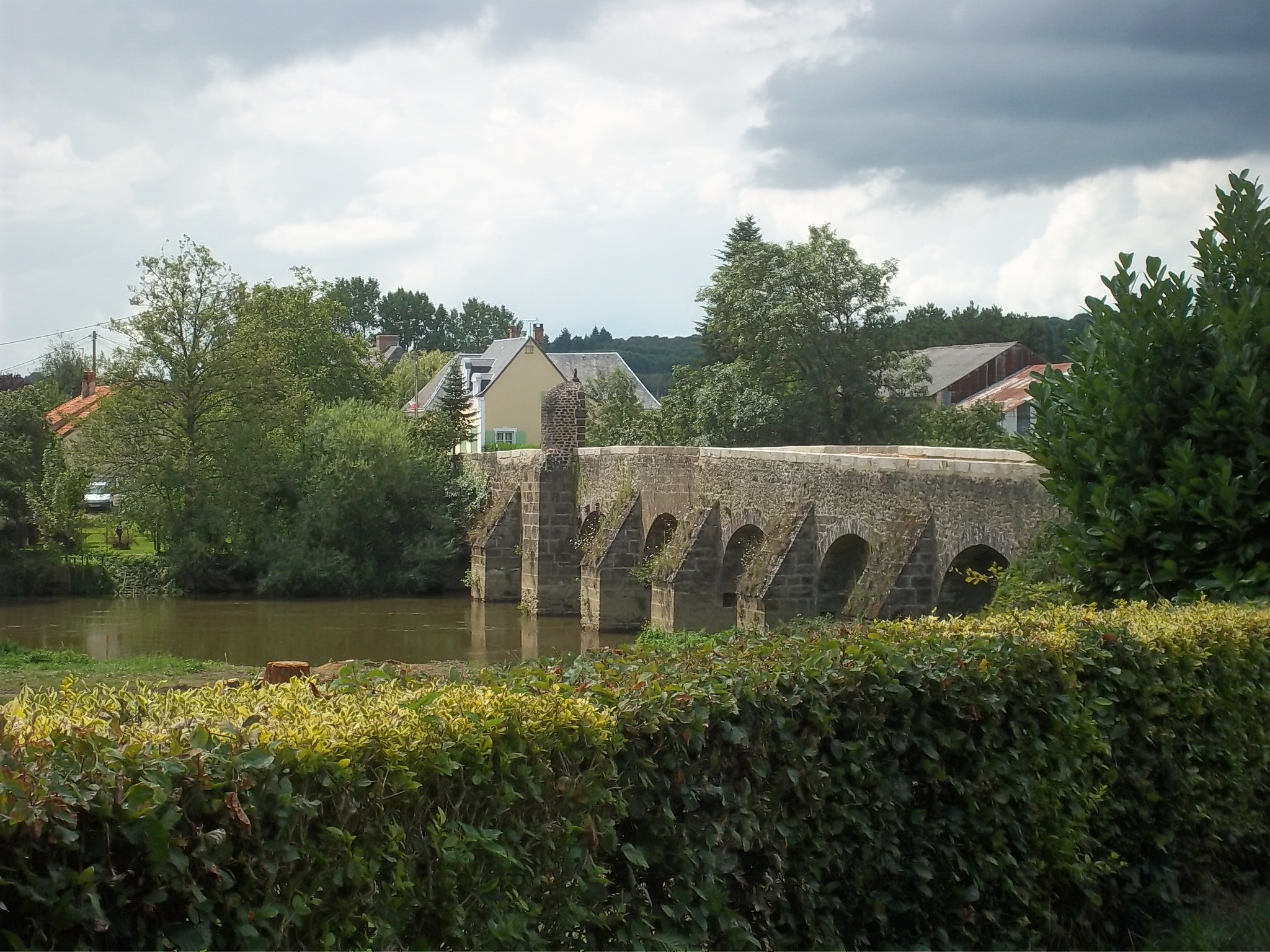
Romanische Brücke

## Söhne- und Töchter der Stadt
- Jean Mésange (1928–1999), Autorennfahrer